# Алмодад
Алмодад (др.-евр. אַלְמוֹדָד‬ Альмода́д) — в Библии, первый сын Иоктана, упоминается в книге Бытие и хрониках (1-я Паралипоменон).

## Имя
Имя Альмодад возможно связано с корнем wdd («любить»). «Аль», возможно, имеет отношение к общесемитскому Эль («бог»); по мнению Д. Монтгомери, это перевод имени «Бог — друг». По другой версии, имя связано с топонимом Альмурад (Al-Murad).